# Peter Mair
Peter Mair (ur. 3 marca 1951 w Rosses Point, zm. 15 sierpnia 2011) – irlandzki politolog, autor przełomowych prac dotyczących systemów partyjnych, reprezentacji politycznej i zmian charakteru i funkcjonowania demokracji w Europie.

## Kariera
Peter Mair urodził się w Rosses Point w Irlandii. Studiował historię i nauki polityczne na Uniwersytecie w Dublinie. Następnie pracował jako adiunkt na Uniwersytecie w Limerick (1974-1976), Uniwersytecie w Strathclyde (1976-1978) i oraz w Europejskim Instytucie Uniwersyteckim we Florencji (1979-1984). Od 1984 do 1990 roku pracował jako wykładowca na Uniwersytecie w Manchesterze, następnie od 1990 do końca swojego życia wykładał na Uniwersytecie w Lejdzie.
Zdobył międzynarodowe uznanie po opublikowaniu pracy Identity, Competition and Electoral Availability. The Stabilisation of European Electorates 1885-1985, napisanej wspólnie z włoskim politologiem Stefano Bartolinim. Autorzy za swoją pracę otrzymali prestiżową nagrodę imienia Steina Rokkana, przyznawaną politologom za znaczący wkład w rozwój badań naukowych. Kolejną teorią która miała ogromny wpływ na rozwój nauk politycznych, była koncepcja tzw. partii kartelowych, opracowana wspólnie z amerykańskim profesorem Richardem Katzem. W 2001 roku został współredaktorem czasopisma „West European Politics”. W 2005 roku powrócił do Europejskiego Instytutu Uniwersyteckiego, gdzie poświęcił się badaniom nad demokracją, obojętnością i partiami populistycznymi.
Zmarł nagle w trakcie wakacji, w Connemara w zachodniej Irlandii.

## Wybrane publikacje
- Mair, Peter (1987)The Changing Irish Party System: organisation, ideology and electoral competition, Wydawnictwo Frances Pinter.
- Bartolini, Stefano i Mair, Peter (1990)  Identity, Competition, and Electoral Availability: the stabilisation of European electorates 1885-1985, Wydawnictwo Cambridge University Press.
- Mair, Peter (1997) Party System Change: approaches and interpretations, Wydawnictwo the Clarendon Press.
- Gallagher, Michael, Laver, Michael i Mair, Peter (2005) Representative Government in Modern Europe: Institutions, Parties, and Governmen, Wydawnictwo McGraw-Hill.